# Sportplatz Linthstrasse
Lo Sportplatz Linthstrasse di Tuggen è uno stadio sito nell'omonima città del Cantone di Schwyz.
Lo stadio ospita le partite casalinghe del F.C. Tuggen. Oltre al campo principale ce n'è uno secondario omologato per la 2. Lega di dimensioni 103 x 61 m. costruito nel 1973. 
L'attuale capienza dello stadio è di 3 800 posti di cui 310 a sedere.